# Andira fraxinifolia
Andira fraxinifolia es una especie de árbol perteneciente a la familia de las fabáceas. Es originario de Brasil.

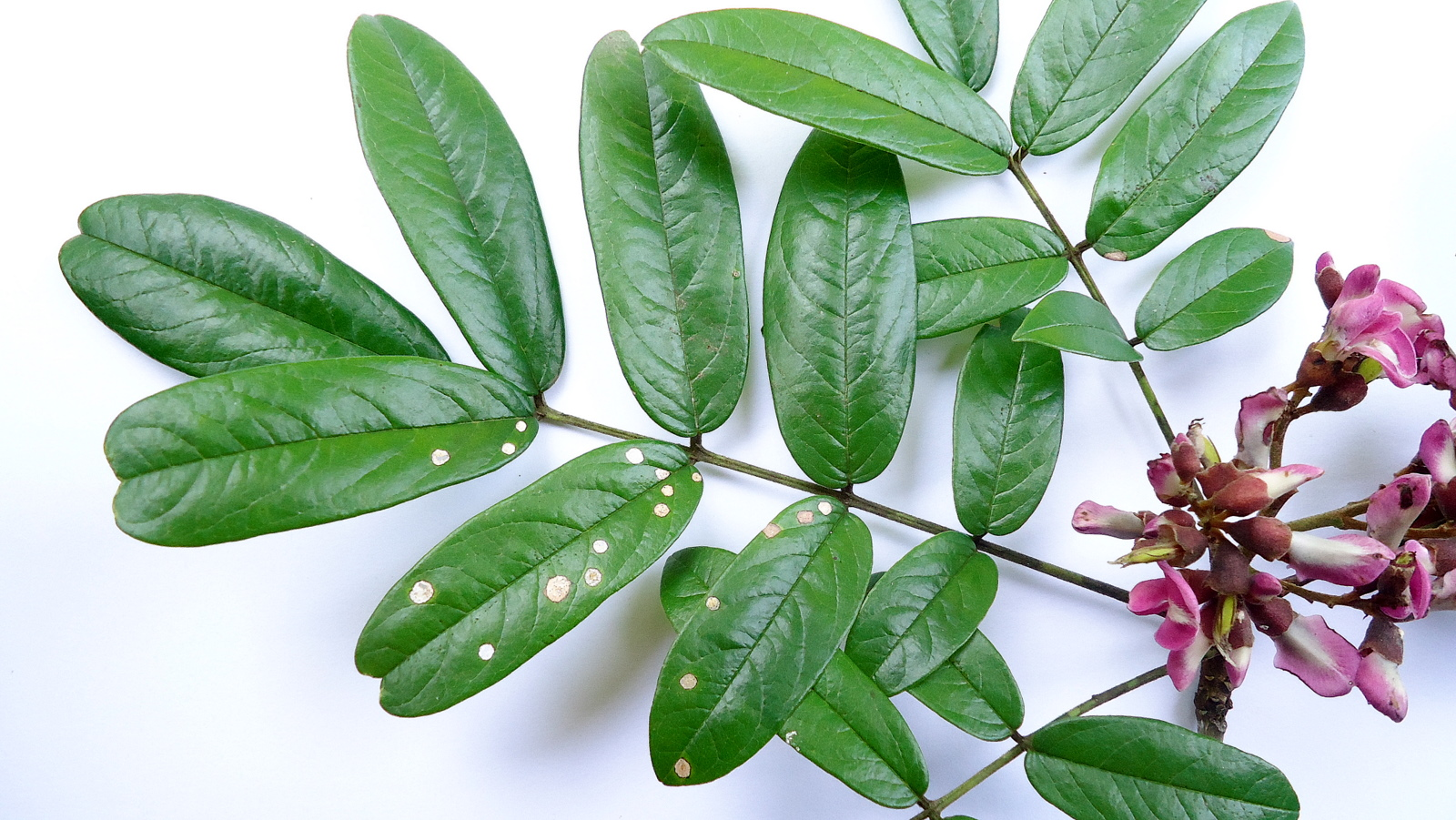
Hojas y flor

## Taxonomía
Andira fraxinifolia fue descrito por George Bentham y publicado en Commentationes de Leguminosarum Generibus 44. 1837.
Sinonimia
- Andira anthelmia var. gracilis N.F.Mattos
- Andira anthelmintica Benth.
- Andira fraxinifolia var. fraxinifolia
- Vouacapoua fraxinifolia (Benth.) Kuntze
- Vouacapoua parvifolia (Mart. ex Benth.) Kuntze
- Vouacapoua pisonis (Mart. ex Benth.) Kuntze[2][3]